# IC 3108
IC 3108 ist eine Spiralgalaxie vom Hubble-Typ Sa im Sternbild Coma Berenices am Nordsternhimmel. Sie ist schätzungsweise 327 Millionen Lichtjahre von der Milchstraße entfernt. Unter der Katalogbezeichnung VCC 249 wird sie als Mitglied des Virgo-Galaxienhaufens aufgeführt. 

Das Objekt wurde am 7. Mai 1904 von Royal Harwood Frost entdeckt.